# Миланка Карић
Миланка Карић (рођена Бабић, Пећ, 15. септембар 1957) је српска политичарка и супруга председника странке Покрет снага Србије и бившег власника Мобтела, Богољуба Карића. Миланка Карић је дипломирала на Правном факултету. Била је чланица Надзорног одбора Астра банке и председница Карић фондације.
На парламентарним изборима 19. јануара 2008. на којима ПСС није прешао цензус, Карићка је била носилац листе. Била је кандидат ПСС за председника Србије, на којима је освојила 0,98% гласова.